# Peek (beroep)
Het begrip peek is een thans niet meer gangbare aanduiding van oude visserlieden die na hun werkzame leven ter zee (be)wakers werden van/op in een haven aangemeerde vissersschepen.

## Inkomen
Zoals vrijwel alle voordien werkende arbeiders hadden in vroeger jaren - heel expliciet vóórafgaand aan het tijdperk Drees -  ook zeevissers vanwege hun ouderdom en na de definitieve beëindiging van hun dagelijkse werkzaamheden geen inkomen. Het schrale vissersinkomen had nauwelijks kunnen leiden tot het aanleggen van geldelijke reserves. Een hen door een rederij aangeboden bezigheid om te 'peken' werd door de bejaarde ex-vissers dan ook met beide handen aangegrepen.

## Strandwacht
Sprekend voor Scheveningen stond de benaming 'peek' vóór 1900 voor strandwachters - oude varensgezellen - die op het strand aanlandende bomschuiten overdag met een blauwe vlag en 's nachts met een stakelbos, een fakkel, naar een ligplaats op het strand dirigeerden. Een Permanente Commissie uit de plaatselijke rederijen nam hen destijds in dienst. Zij werden vooraf goed 'doorgelicht' door hun toekomstige werkgeefster, de Commissie. In een aangebouwd huisje tegen de plaatselijke Oude Kerk huisden zij tijdens het wachten op aankomende schepen. In dat huisje werd ook het vuur brandend gehouden waarmee zij hun stakelbos moesten aansteken. Daarnaast hielden de peken tevens dagelijks toezicht op de op het strand aanwezige bomschuiten. Dit toezicht was des temeer nodig bij stormachtig weer en een aanlopende zee.

## Haven
Na de komst van de vissershaven in 1904 - opnieuw sprekend voor Scheveningen - werden de werkzaamheden van de peken beperkt tot het aanwezig zijn op een vissersschip dat daar na een visreis voor enkele dagen lag aangemeerd. Zij sliepen dan ook aan boord en maakten daarop tevens hun potje klaar. Na de beëindiging van de haringvisserij met de vleet in de zestiger jaren van de vorige eeuw verdween ook de peek uit het dorpsbeeld.